# Nouvo
Nouvo est une émission d’actualité de la Radio télévision suisse fondée en 2003.

## Historique
L'émission est créée en 2003. Elle est alors diffusée à la télévision et sur Internet.
En 2017 elle rejoint la Société suisse de radiodiffusion et télévision et diffuse sur les réseaux sociaux de courtes vidéos en allemand, italien, romanche, français et anglais.
La diffusion à la télévision prend fin en 2019. Elle reprend en 2020 lors d'un partenariat entre la RTS et TV5 Monde.